# Chandkheda
Chandkheda è una suddivisione dell'India, classificata come municipality, di 55.477 abitanti, situata nel distretto di Gandhinagar, nello stato federato del Gujarat. In base al numero di abitanti la città rientra nella classe II (da 50.000 a 99.999 persone).

## Geografia fisica
La città è situata a 23° 07' 06 N e 72° 35' 12 E.

## Società

### Evoluzione demografica
Al censimento del 2001 la popolazione di Chandkheda assommava a 55.477 persone, delle quali 29.225 maschi e 26.252 femmine. I bambini di età inferiore o uguale ai sei anni assommavano a 5.849, dei quali 3.366 maschi e 2.483 femmine. Infine, coloro che erano in grado di saper almeno leggere e scrivere erano 45.072, dei quali 24.767 maschi e 20.305 femmine.